# فهرست رویدادهای نرم‌افزار آزاد
در این صفحه فهرستی از همایش‌های مرتبط با رایانه و سایر رویدادهای مرتبط با توسعه و استفاده از نرم‌افزار آزاد و متن‌باز (foss) مشاهده می‌کنید

## رویدادهای عمومی
بعضی از رویدادها که نام «لینوکس» را با خود دارند، در اصل رویداد همه‌منظورهٔ نرم‌افزار آزاد هستند، چرا که در بیشتر مواقع این رویدادهای قبل از گسترش تنها مختص لینوکس بودند.

### آمریکای شمالی و جنوبی
- FISL - انجمن بین‌المللی نرم‌افزار آزاد، هر ساله در پورتو آلگرهٔ برزیل برگزار می‌شود. (بیش از ۷۰۰۰ شرکت‌کننده)

Free Software and Open Source Symposium (FSOSS)، از سال ۲۰۰۱ در کالج سنکا در تورنتو، در ماه اکتبر برگزار می‌شود.
- Linuxfest Northwest، از سال ۲۰۰۰ در بلینگهام واشینگتن، در فصل بهار برگزار می‌شود.
- O'Reilly Open Source Convention (OSCON), از سال ۱۹۹۹ هر تابستان در آمریکا برگزار می‌شود.
- Ohio LinuxFest, از سال ۲۰۰۳ هر ساله در اوهایو برگزار می‌شود.
- Open Source Business Conference (OSBC), هر بهار در آمریکا برگزار می‌شود.
- SouthEast LinuxFest, از سال ۲۰۰۹، هر ژوئن برگزار می‌شود.
- Southern California Linux Expo (SCALE) از سال ۲۰۰۲، در لس‌آنجلس هر فوریه برگزار می‌شود.
- Fossetcon - نمایشگاه و همایش فنی نرم‌افزار آزاد و متن‌باز که از ۱۱ سپتامبر ۲۰۱۴ هر ساله در اورلندو، فلوریدا برگزار می‌شود.
- FLISOL - جشنوارهٔ نصب نرم‌افزار آزاد در آمریکای لاتین، که هر ساله در سراسر آمریکای لاتین به صورت همزمان، در آخرین شنبهٔ آوریل برگزار می‌شود.
- FUDcon - همایش کاربران و توسعه‌دهندگان فدورا، که سالی یک بار در هر منطقهٔ آمریکا برگزار می‌شود.

### اروپا
- Fosscomm, از سال ۲۰۰۸ هر ساله در یکی از شهرهای یونان برگزار می‌شود.
- FOSDEM, از سال ۲۰۰۱ در ماه فوریه در بروکسل برگزار می‌شود.
- Free Software and Linux Days, از سال ۲۰۰۲ در ماه‌های آوریل یا می در ترکیه برگزار می‌شود.
- FSCONS, از سال ۲۰۰۷ هر پاییز در گوتنبرگ برگزار می‌شود.
- Linux Vacation / Eastern Europe, از سال ۲۰۰۵ هر تابستان در بلاروس برگزار می‌شود.
- LinuxTag, از سال ۱۹۹۶ هر تابستان در آلمان برگزار می‌شود.
- Open Source Days, هر پاییز در دانمارک برگزار می‌شود.
- Open Source in Mobile, هر سپتامبر در یکی از کشورهای اروپایی برگزار می‌شود.[citation needed]
- OpenFest Bulgaria, از سال ۲۰۱۲ هر پاییز در بلغارستان (معمولاً صوفیه) برگزار می‌شود.
- کنفرانس اروپایی کاربران و توسعه‌دهندگان گنوم - مرتبط با گنوم
- QtDev – مرتبط با کیوت
- DevConf.cz, از سال ۲۰۰۹ هر ساله در برنو (جمهوری چک) برگزار می‌شود

### آسیا و اقیانوسیه
- FOSSASIA, از سال ۲۰۱۰ به صورت نامنظم در جنوب شرق آسیا برگزار می‌شود.
- همایش لینوکس اندونزی (ILC) - از سال ۲۰۱۲ در اندونزی برگزار می‌شود.
- linux.conf.au, از سال ۱۹۹۹ در استرالیا یا نیوزلند (در نیمکرهٔ جنوبی) برگزار می‌شود.
- OSI Days, سابق با نام «همایش و نمایشگاه لینوکس‌آسیا» و «هفتهٔ متن‌باز» شناخته می‌شد. از سال ۲۰۰۴ هر ساله در هندوستان برگزار می‌شود.[citation needed]
- GNUnify, سازماندهی‌شده توسط گروه کاربران لینوکس شهر پونه و مؤسسهٔ همزیستی کامپیوتر و پژوهش، هر ساله در پونه (شهر) در هندوستان برگزار می‌شود

### بین‌المللی
- CloudOpen, همایش سالانه در کنار LinuxCon از سال ۲۰۱۲
- Open Source Developers' Conference (OSDC),[citation needed] از سال ۲۰۰۴ هر ساله در کشوری متفاوت برگزار می‌شود.
- X.Org Developers' Conference (XDC) یا X Developers' Summit (XDS), هر ساله توسط بنیاد ایکس. اوگ برگزار می‌شود.
- Linux Audio Conference (LAC) هر ساله در جهان برگزار می‌شود.

### از بین رفته
- Africa Source, از سال ۲۰۰۴ تا ۲۰۰۶ برگزار شد.
- Asia Source, در سال‌های ۲۰۰۵، ۲۰۰۷ و ۲۰۰۹ برگزار شد.
- eLiberatica, از سال ۲۰۰۷ تا ۲۰۰۹ برگزار شد.
- FOSSAP, در سال ۲۰۰۴ و ۲۰۰۵ برگزار شد.
- FOSS.IN, ابتدا با نام لینوکس بنگلور شناخته می‌شد. از سال ۲۰۰۱ تا ۲۰۱۲ برگزار شد.[citation needed]
- Freed.in, از سال ۲۰۰۷ تا ۲۰۰۹ برگزار شد.[citation needed]
- Ontario Linux Fest, از سال ۲۰۰۷ تا ۲۰۰۹ هر پاییز در تورنتو برگزار شد.
- LinuxWorld Conference and Expo, به صورت خلاصه «OpenSource World»، از سال ۱۹۹۸ تا ۲۰۰۹ برگزار شد.[citation needed]
- OpenWeekend, از سال ۲۰۰۱ تا ۲۰۰۵ برگزار شد.
- Wizards of OS, از سال ۱۹۹۹ تا ۲۰۰۶ هر دو سال در برلین برگزار می‌شد.
- Jornadas de Software Libre (JSL), کلمبیا، سالانه از سال ۲۰۰۸ تا ۲۰۱۲

## رویدادهای فقط‌لینوکس
همایش‌ها و رویدادهای قابل توجهی که بیشتر یا تنها روی خود لینوکس متمرکز هستند، عبارتند از:

### آمریکای شمالی و جنوبی
- Embedded Linux Conference، هر سال در اواخر زمستان یا اوایل بهار از سال ۲۰۰۶، در منطقهٔ خلیج سانفرانسیسکو برگزار می‌شود. (رویداد بعدی در سال ۲۰۱۶ در سن‌دیگو)
- Indiana LinuxFest، از سال ۲۰۱۱ در ماه مارس در ایندیاناپولیس برگزار می‌شود.
- Linux Plumbers Conference، از سال ۲۰۰۸ هر سال برگزار می‌شود.
- Linux Symposium، از سال ۱۹۹۹ در ماه ژوئن یا ژوئیه در کانادا برگزار می‌شود.
- Texas LinuxFest، از سال ۲۰۱۰ در ماه ژوئن در آستین، تگزاس برگزار می‌شود.

### اروپا
- Embedded Linux Conference Europe، هر سال از سال ۲۰۰۷ در ماه اکتبر یا نوامبر در کشورهای مختلف اروپایی برگزار می‌شود.
- Linux Bier Wanderung، از سال ۱۹۹۹ هر تابستان در کشورهای مختلف اروپایی برگزار می‌شود.
- Linux Konferenca، از سال ۲۰۰۲ در ماه سپتامبر در اسلوونی برگزار می‌شود.
- Chemnitzer Linux-Tage، از سال ۱۹۹۹ هر بهار در کمنیتس آلمان برگزار می‌شود.

### بین‌اللملی
- Automotive Linux Summit، از سال ۲۰۱۲ برگزار می‌شود.
- LinuxCon، همایشی که از سال ۲۰۰۹ در زمان‌های مختلف در هر سال در کشورهای متفاوت برگزار می‌شود.
- Linux Kernel Developers Summit، همایشی سالانه که از سال ۲۰۰۱ برگزار می‌شود.

### از بین رفته
- Atlanta LinuxFest، در سال ۲۰۰۸ و ۲۰۰۹ برگزار شد.
- Desktop Developers' Conference، از سال ۲۰۰۴ تا ۲۰۰۶ برگزار شد.
- Florida Linux Show، از سال ۲۰۰۸ تا ۲۰۰۹ در جکسون‌ویل و اورلندو، فلوریدا برگزار شد.
- Gelato ICE، از سال ۲۰۰۱ تا ۲۰۰۷ هر سال در آمریکا یا ایتالیا توسط Gelato Federation برگزار شد.
- LinuxDays Luxembourg، از سال ۲۰۰۲ تا ۲۰۰۸ در لوکزامبورگ برگزار شد.
- Linux Kongress، از سال ۱۹۹۴ تا ۲۰۱۰ در پاییز در آلمان برگزار شد.